# Gabrijela Krajnc
Gabrijela Krajnc, slovenska športna plezalka, alpinistka, * 1965, Kranj, Slovenija.
Gabrijela Krajnc (tudi Jelka Krajnc, rojena Tajnik) je diplomirala na Fakulteti za računalništvo v Ljubljani. Leta 1991 se je poročila z Mirkom Krajncem. Jelka je učiteljica strokovno teoretičnih predmetov iz področja računalništva na TŠC Kranj.
Leta 1984 je postala leta alpinistka in od takrat zelo aktivno pleza. Leta 1988 se je pričela ukvarjati tudi s športnim plezanjem. Na prvem tekmovanju v športnem plezanju v Sloveniji Osp 88 je dosegla 3. mesto. Kot prva Slovenka je leta 1989 preplezala smer »Paris - Dakar« z oceno 7b+ v Ospu.